# Варецкий, Валентин Сергеевич
Валентин Сергеевич Варецкий (род. 16 февраля 1956, село Андреево-Ивановка, Одесская область) — советский и российский актёр театра и кино, театральный режиссёр.
Заслуженный артист Российской Федерации (2001).

## Биография
Валентин Варецкий родился 16 февраля 1956 в селе Андреево-Ивановка, Николаевского района, Одесской области. В 1975—1979 годах учился на актёрско-режиссёрском факультете Киевского театрального института и закончил его с отличием. В 1990 году окончил с отличием режиссёрское отделение ГИТИСа.
В 1989—1993 годах был главным режиссёром Белгородского академического театра.
С 1996 по 2002 — главный режиссёр Московского областного театра драмы и комедии г. Ногинск http://motdik.ru
В 2002—2004 гг. режиссёр русской версии мюзикла «Чикаго» (продюсеры: А.Пугачёва, Ф.Киркоров).
С 2004—2013 — главный режиссёр Московского областного театра им. Островского.

## Творчество

### Постановки в театре
- «Ханума» А. А. Цагарели (Белгородский государственный академический драматический театр имени М.С. Щепкина)[3]
- «За двумя зайцами» М. П. Старицкого (Белгородский государственный академический драматический театр имени М. С. Щепкина)[3]
- 2006 — «Семья Тотов» И. Эркеня (Московский областной драматический театр им. Островского)
- 2007 — «Мещанин во дворянстве» Ж.-Б. Мольера (Белорусский республиканский театр юного зрителя, Минск)[4]
- 2009 — «Женитьба» Н. В. Гоголя (Белгородский государственный академический драматический театр имени М. С. Щепкина)[3]
- 2014 - "Поминальная молитва" Г.Горин (Государственный русский драматический театр Республики Мордовия)

### Роли в кино
- 1979 — Не дать оступиться
- 1985 — Легенда о бессмертии
- 1999 — Небо в алмазах
- 2001 — Гражданин начальник — Фердолевский
- 2002 — Бригада — Михалыч, прораб
- 2002 — Даже не думай! — Егор
- 2002 — Олигарх — член Совета Безопасности
- 2002 — Раскалённая суббота - гость на свадьбе
- 2004 — Штрафбат — немецкий генерал, командующий группы армий
- 2004 — Красная капелла — Берг
- 2004 — Личный номер — Генерал прокуратуры
- 2005 — Бухта Филиппа — Грузнов
- 2005 — Голова классика — «Высокое начальство»
- 2006 — Тёмный инстинкт — Коротыш
- 2007 — Гражданин начальник 3 — полковник Паршин Григорий
- 2007 — Я сыщик — Косаренко
- 2007 — Смерть шпионам! — Георгий Николаевич Лифанов, генерал-полковник
- 2008 — Батюшка — майор Миронов
- 2008 — Любовные причуды
- 2009 — Суд — Вячеслав Германович Громов
- 2009 — Папины дочки — Виктор Анатольевич Мавзолеевский, директор сети кинотеатров
- 2009 — «L’affaire Farewell» / «Прощальное дело» (Франция) — Анатолий
- 2011 — МУР. Третий фронт — ювелир
- 2011 — Поцелуй сквозь стену — сотрудник редакции
- 2011 — Пятницкий — Павел Иванович Прошин
- 2011 — Утомлённые солнцем 2: Цитадель
- 2011 — 2012 — Хозяйка моей судьбы — Главреж
- 2011 — Жажда — генерал Петров
- 2011 — Каменская-6 — майор, замначальника РОВД
- 2011 — Лесник — Фома
- 2012 — Август. Восьмого — начальник Генштаба
- 2012 — Без следа — Николай Тихонов
- 2012 — Братаны-3 — Олег Витальевич Добрынин
- 2012 — Метро — сотрудник метрополитена
- 2012 — Проснёмся вместе? — Семён Михайлович Иванников
- 2012 — Склифосовский — Александр Сминальников
- 2012 — Смерть шпионам. Скрытый враг — Георгий Николаевич Лифанов, комиссар госбезопасности 2-го ранга
- 2013 — Время дочерей — прокурор
- 2013 — Поговори со мною о любви — Дундуков, отец Зинаиды
- 2013 — Пенелопа — Николай Степанович
- 2015 — 2016 — Последний мент — Семякин
- 2016 — Можете звать меня папой — Юрий Петрович
- 2016 — Шелест — Станислав Николаевич Ольховский
- 2019 — Детективный синдром — Егор Игоревич Петровский, военный пенсионер
- 2020 — Проект «Анна Николаевна» — эксперт в студии ток-шоу
- 2023 — Мосгаз. Последнее дело Черкасова
- 2024 — Иные — заведующий лабораторией
- 2024 — Игры — Лямкин

### Награды
- 1974 — Грамота ЦК ВЛКСМ "За мужество и стойкость, выявленные во время военных событий на острове Кипр"
- 2005 — Лауреат междунународного фестиваля "Славянские театральные встречи"